# Malin Head

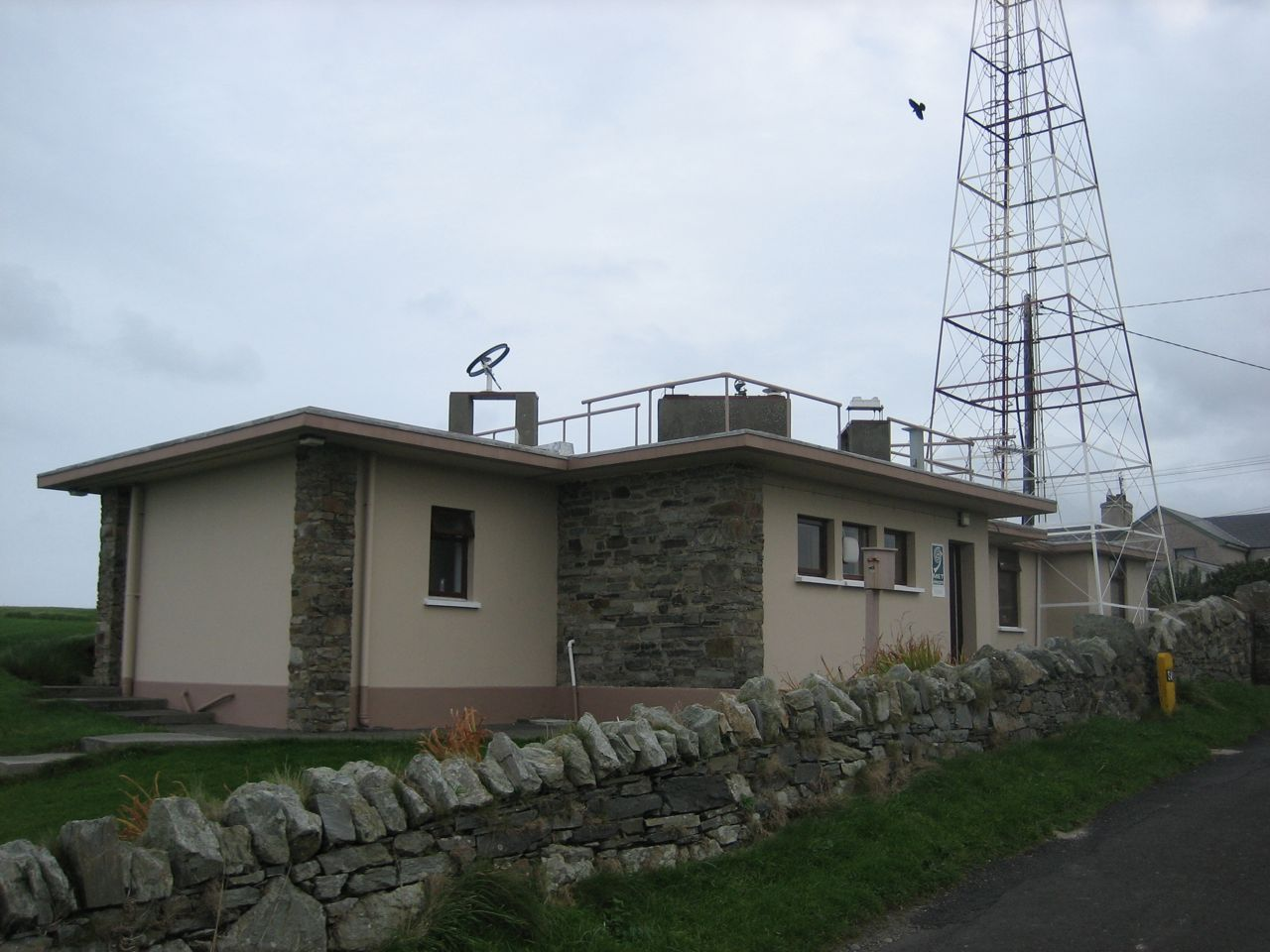
Met Éireanns station vid Malin Head

Malin Head (iriska: Cionn Mhálanna) på halvön Inishowen i Donegal i Irland brukar anges som den nordligaste punkten på det irländska fastlandet. Met Éireann, den irländska väderlekstjänsten, har en station på platsen.